# George Evans (serieskapare)
George Evans, född 5 februari 1920 i Pennsylvania, död 22 juni 2001, var en amerikansk serieskapare. Evans intresse för flygplan och flygpionjärer var ett återkommande tema i hans konst.
Evans tjänstgjorde i USA:s armé under andra världskriget. Han arbetade under 1950-talet för EC Comics och senare för DC Comics. Han tecknade serien Agent Corrigan 1980–1996. Serien lades ned i samband med Evans pensionering den 10 februari 1996.